# Competence Center ISOBUS
Der Competence Center ISOBUS e. V. (CCI) ist ein eingetragener Verein zur Förderung der technischen Weiterentwicklung, der beschleunigten Praxiseinführung sowie der internationalen Durchsetzung des ISOBUS, eines Datenübertragungssystems für die Landtechnik.
Der Sitz des 2009 gegründeten Vereins befindet sich in der niedersächsischen Stadt Osnabrück in Deutschland. Das CCI hat 40 Landtechnikunternehmen aus Deutschland, Frankreich, Italien, Japan, den Niederlanden, Österreich, Slowenien und der Tschechischen Republik als Mitglieder und finanziert sich über seine Einnahmen für Dienstleistungen, Mitgliedsbeiträge und öffentliche Zuschüsse.

## Geschichte
Anfang 2008 begann die Zusammenarbeit der Gerätehersteller Amazone, Grimme, Krone, Kuhn, Lemken und Rauch auf dem Gebiet des ISOBUS.
Am 12. Februar 2009 gründeten diese sechs Unternehmen den Verein Competence Center ISOBUS e. V. (CCI). Die Eintragung ins Vereinsregister erfolgte am 18. März 2009.
Wenige Monate später, im Juli 2009, stellte das CCI das in gemeinsamer Entwicklung entstandene ISOBUS-Terminal CCI 100 bzw. CCI 200 vor. Im November 2009 wurde das Konzept einer herstellerübergreifenden Bedienphilosophie für ISOBUS-Landmaschinen von der DLG-Neuheitenkommission auf der Agritechnica mit einer Goldmedaille ausgezeichnet.

## Aufgaben und Leistungen

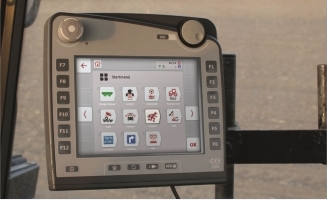
ISOBUS-Terminal CCI 200 mit 8,4"-Display

Ziel der Vereinsaktivitäten ist es, durch die Gewährleistung einer herstellerübergreifenden Kompatibilität sowie die Fokussierung auf die Gebrauchstauglichkeit die ISOBUS-Technologie wesentlich voranzubringen. Die CCI-Aufgaben werden von den Mitgliedern vorgegeben und lassen sich wie folgt zusammenfassen:
- Umsetzung gemeinsamer Entwicklungsaktivitäten im Bereich ISOBUS
- Bereitstellung marktgerechter Lösungen im Sinne des Kunden
- Betrieb eines Testzentrums für ISOBUS-kompatible Hard- und Software
- Mitwirkung in den ISO-Normungsgremien sowie in den Projektteams der Industrieplattform Agricultural Industry Electronics Foundation (AEF)[2]
- Schulungen für Mitarbeiter aus den Bereichen Vertrieb, Service und Entwicklung
- Beteiligung an Forschungs- und Hochschulprojekten

Seinen Mitgliedern bietet das CCI unter anderem folgende Produkten und Dienstleistungen an:
- ISOBUS-Terminals CCI 800 und CCI 1200
- ISOBUS AUX-Bedienung CCI A3
- ISOBUS-Treibersoftware
- Schulungen
- ISOBUS-Kompatibilitätstests

## Mitglieder
Der Verein besteht aus Unternehmen der Landtechnik. Es wird differenziert zwischen den ordentlichen Mitgliedern (den Gründungsmitgliedern), welche die Aktivitäten des Vereins finanzieren, sowie den außerordentlichen Mitgliedern, welche an den Aktivitäten mitwirken und/oder seine Leistungen in Anspruch nehmen können.
Ordentliche Mitglieder:
- Grimme Landmaschinenfabrik GmbH & Co. KG mit Sitz in Damme
- Kuhn S.A. mit Sitz in Saverne (Frankreich)
- Lemken GmbH & Co. KG mit Sitz in Alpen
- Maschinenfabrik Bernard Krone GmbH mit Sitz in Spelle
- Rauch Landmaschinenfabrik GmbH mit Sitz in Sinzheim

Außerordentliche Mitglieder:
- Amazonen-Werke mit Sitz in Hasbergen
- Pöttinger Landtechnik mit Sitz in Grieskirchen (Österreich)
- Anedo mit Sitz in Eydelstedt
- Bednar FMT mit Sitz in Prag (Tschechische Republik)
- Dinamica Generale mit Sitz in Poggio Rusco (Italien)
- FarmFacts mit Sitz in Pfarrkirchen
- Fliegl Agrartechnik mit Sitz in Mühldorf a. Inn
- Hochschule Osnabrück mit Sitz in Osnabrück
- Jetter AG mit Sitz in Ludwigsburg
- Ludwig Bergmann GmbH mit Sitz in Goldenstedt
- Peeters landbouwmachines b.v. in Etten-Leur (Niederlande)
- Ropa Fahrzeug- und Maschinenbau in Herrngiersdorf
- RT-Systemtechnik mit Sitz in Rheine
- Yanmar. mit Sitz in Maibara city (Japan)
- Fliegl Agrartechnik GmbH
- Teejet Technologies LLC
- Hermann Paus Maschinenfabrik GmbH
- Geoprospectors GmbH
- COBO Deutschland GmbH
- Fachhochschule Kiel
- BRIRI GmbH Riepenhausen Maschinenbau
- Zasso GmbH
- Bauer GmbH
- GMB Güstrower Maschinenbau GmbH
- AGRES SISTEMAS ELETRONICOS S/A
- J.Assy
- Agricon GmbH
- Väderstad AB
- Meisterschule Landmaschinenmechanik München
- Carl Zeiss Spectroscopy GmbH
- Harting Stiftung & Co. KG
- Olds College
- HR Agrartechnik GmbH
- SIP STROJNA INDUSTRIJA D.D.
- Streumaster Maschinenbau GmbH
- Kotte Landtechnik GmbH & Co. KG

Mitglied werden können Unternehmen der Landtechnik oder verwandter Bereiche, zum Beispiel aus der Zulieferindustrie. Weiterhin können Hochschulen, Forschungseinrichtungen und sonstige Verbände oder deren Angehörige, die sich mit dem Zweck des Vereins fördernden Themen beschäftigen, dem Verein beitreten.

## Projektbeteiligungen
Von 2009 bis 2013 war der Verein als Projektpartner im öffentlich geförderten Projekt iGreen vertreten. Dieses hatte das Ziel, eine offene Datenkommunikationsstruktur für die Landwirtschaft aufzubauen. Insgesamt 24 Projektpartner aus den Bereichen IT, Agrartechnik, Forschung und Öffentlicher Dienst arbeiteten zusammen an der Erreichung dieses Ziels. Das CCI betreute dabei pflanzenbauliche Arbeitsgruppen und diverse Feldtests um die Praxistauglichkeit der Projektaktivitäten zu gewährleisten und eine starke Anbindung der Anwender (Landwirte und Lohnunternehmer) zu unterstützen.